# Oberhaching
Oberhaching est une commune allemande, située en Bavière, dans l'arrondissement de Munich. Cette commune s'est considérablement agrandie après l'arrivée du chemin de fer. La tour de l'église St Stephan date du XIIIe siècle.
Oberhaching est également devenu un lieu de résidence haut de gamme en raison de son excellente desserte vers Munich et de sa situation calme et rurale.